# Gaidar-Forum

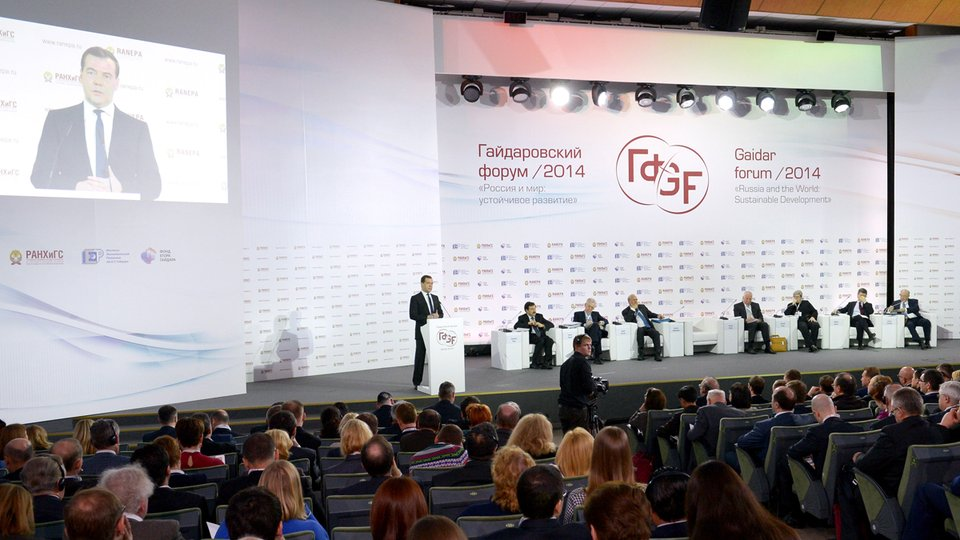
Veranstaltung 2014

Das Gaidar-Forum (russisch Гайдаровский форум Gaidarowski forum) ist eine der größten Veranstaltungen in Russland auf dem Gebiet der Wirtschaft und ist nach Jegor Gaidar benannt. Sie findet jährlich seit 2010 statt. Der Veranstaltungsort ist die Russische Akademie für Volkswirtschaft und Öffentlichen Dienst beim Präsidenten der Russischen Föderation in Moskau.
Die Veranstaltung besteht aus Plenartagungen, Rundgespräche und Podiumsdiskussionen. Die Moderatoren sind Vertreter der russischen Regierung, der regionalen Behörden und führende in- und ausländische Personen aus der Wirtschaft.

## Ziele und Aufgaben
- Gewinnung führender Wissenschaftler und Praktiker für die gemeinsame Erörterung wirtschaftlicher und politischer Probleme
- Pflege eines kontinuierlichen fachlichen Dialogs über die wichtigen politischen und wirtschaftlichen Fragen
- Widerspiegelung der wichtigsten Trends und der wichtigsten Ereignisse der nationalen und globalen Wirtschaft und Politik
- Erarbeitung von Vorschlägen und Empfehlungen für die Entwicklung der nationalen Wirtschaft
- Festsetzung für Russland eines etablierten Platzes in der Weltwirtschaft

## Veranstalter
- Russische Akademie für Volkswirtschaft und Öffentlichen Dienst beim Präsidenten der Russischen Föderation (RANEPA)

- Gaidar-Institut für Wirtschaftspolitik

Das Institut wurde im Jahre 1990 gegründet (damals Institut für Wirtschaftspolitik bei der Akademie für Volkswirtschaft, später Institut für Wirtschaft). Es führt grundlegende und angewandte Forschungen in folgenden Hauptbereichen durch: Makroökonomie und Finanzen; Entwicklung der Realwirtschaft; Werdegang von öffentlichen Einrichtungen; Probleme des Eigentums und der Unternehmensführung; politische Ökonomie; Probleme der Regionalentwicklung; Agrarpolitik; rechtswissenschaftliche Studien (einschließlich Begutachtung und Entwicklung von Normrechtsakten).

## Veranstaltungen

### 2010
21. bis 23. Januar fand die erste Konferenz mit dem Thema «Russland und die Welt: Herausforderungen des neuen Jahrzehntes» statt. Führende Experten haben die wichtigsten Trends der Weltwirtschaft in der Zeit globaler Instabilität diskutiert und haben grundlegende Mechanismen der Länderexistenz analysiert und die Wege für die Belebung der Wirtschaft abgesteckt. An den Diskussionen haben teilgenommen: erster Stellvertreter des Ministerpräsidenten in der Regierung der Russischen Föderation, Igor Schuwalow, Ministerin für wirtschaftliche Entwicklung der Russischen Föderation (im Jahr 2010) Elwira Nabiullina, Präsident und Vorstandsvorsitzender der Sberbank Herman Gref, ehemaliger Ministerpräsident von Finnland Esko Aho, Leiter der russischen Präsidialverwaltung, Sergei Naryschkin.

### 2011
16. bis 19. März fand die zweite Konferenz statt. Die Veranstaltung befasste sich mit dem Thema «Russland und die Welt: Die Suche nach einer Innovationsstrategie». Es wurden vor allem folgende Bereiche erörtert: das Problem der institutionellen Grundlagen der Innovationswirtschaft, neue Anforderungen an die politischen Institutionen und die damit verbundene Finanzpolitik, soziale Herausforderungen an die Modernisierung, regionale Modelle der Innovationsentwicklung sowie Suche nach den Kernen des Innovationswachstums. An den Diskussionen nahmen teil: der erste Stellvertreter des Ministerpräsidenten in der Regierung der Russischen Föderation, Igor Schuwalow, Finanzminister der Russischen Föderation (im Jahr 2011) Alexei Kudrin, der stellvertretende Vorsitzende der Duma, Alexander Schukow und der Leiter der Russischen Präsidialverwaltung, Sergei Naryschkin.

### 2012
18. bis 21. Januar fand die dritte Veranstaltung statt, das Thema war «Russland und die Welt: 2012–2020». Die Expertengespräche konzentrierten sich auf die Aktualisierung der «Strategie der sozialen und wirtschaftlichen Entwicklung Russlands bis 2020». Es gab zweitausend russische und ausländische Teilnehmer. Experten waren unter anderem die Ministerin für wirtschaftliche Entwicklung der Russischen Föderation (im Jahr 2012) Elwira Nabiullina, Minister für regionale Entwicklung (im Jahr 2012) Wiktor Bassargin, Präsident und Vorstandsvorsitzender der offenen Aktiengesellschaft Sberbank Rossii, Herman Gref, Vizepräsident of World Bank for Europe and Central Asia Philip Le Wairua.

### 2013
16. bis 19. Januar fand die vierte Veranstaltung statt, diese hatte das Thema «Russland und die Welt: Integrationsprobleme», dessen Hauptthema die Probleme der russischen Wirtschaft bei der Integration ins globale Wirtschaftssystem, die Verbesserung des Geschäftsklimas in Russland und die Aussichten der russischen Unternehmen auf ausländischen Märkten waren. Es traten über 250 Experten aus 38 Ländern auf. Die Veranstaltungsräume besuchten über 3500 Menschen. Am Forum nahmen Robert Mundell, Direktor World Bank’s Development Prospects Group Hans Timmer, der Weltbank-Vizepräsident Otaviano Canuto, Generaldirektor der Welthandelsorganisation Pascal Lamy, Direktor Global Indicators Group der Weltbank Augusto Lopez-Claros, Generalsekretär der OECD Angel Gurria. Die Veranstaltung eröffnete der Ministerpräsident der Russischen Föderation Dmitri Anatoljewitsch Medwedew.
Zusammen mit den Mitgliedern der russischen Regierung, den Chefs der Föderationssubjekte, führenden russischen und ausländischen Wirtschaftlern nahmen an Sitzungen folgende Kulturschaffende teil: Präsident der Stiftung «Akademie des russischen Fernsehens», außerordentlicher Vertreter des Präsidenten der Russischen Föderation in Fragen der internationalen kulturellen Zusammenarbeit Michail Schwydkoi, künstlerischer Leiter und Direktor des Estrade-Theaters in Moskau und der Volkskünstler Russlands Gennadi Chazanow.
Die Veranstaltung wurde mit dem Preis The Moscow Times Awards ausgezeichnet. Am 10. November 2013 überreichte der Zeremonienmeister Wladimir Posner den Preis dem Rektor der Russischen Akademie für Volkswirtschaft und Öffentlichen Dienst beim Präsidenten der Russischen Föderation Wladimir Mau.

### 2014
15. bis 18. Januar fand die fünfte Veranstaltung statt. Das Thema war «Russland und die Welt: nachhaltige Entwicklung». Am Forum nahmen der Ministerpräsident der Russischen Föderation D.A. Medwedew, der erste Stellvertreter des Ministerpräsidenten in der Regierung der Russischen Föderation, Igor Schuwalow, der Minister für wirtschaftliche Entwicklung der Russischen Föderation Alexei Uljukajew, Finanzminister der Russischen Föderation Anton Siluanow teil. Beim Forum sprachen der Präsident der Wirtschaftsuniversität Luigi Bocconi, Senator auf Lebenszeit, Ministerpräsident Italiens in den Jahren 2011–2013 Mario Monti; Generalsekretär der Organisation für wirtschaftliche Zusammenarbeit und Entwicklung (OECD) Angel Gurria; Präsident der Tschechischen Republik in den Jahren 2003–2013, Václav Klaus; Vizepräsidentin der Weltbank für Nachhaltigkeit Rachel Kyte; Vorsitzender von J.P. Morgan Chase International Jacob Frenkel; Direktor des Earth Institute an der Columbia University Jeffrey Sachs aus.

### 2015
Vom 14. bis 16. Januar trug die Veranstaltung deen Titel „Russland und die Welt: ein neuer Vektor.“ Das Hauptthema war die makroökonomischen Probleme und die wichtigsten wirtschaftlichen Entwicklungstendenzen der modernen Welt. Die wichtigsten Fragen waren insbesondere die für alle Länder aktuelle Probleme der Demografie und Migration, die Finanzpolitik und die Aussichten für die Entwicklung von China als ein wichtiger Weltklassespieler. Es wurden der reale Sektor der russischen Wirtschaft und Probleme dessen Entwicklung diskutiert. Eine der aktuellsten Diskussionen war die Besprechung von Perspektiven der russischen Wirtschaft bei Sanktionen und fallenden Ölpreisen, insbesondere, die Besprechung von Problemen des Öl- und Gassektors, der Integration der Landwirtschaft in die Nahrungsketten, der Eurasischen Wirtschaftspartnerschaft und der Suche nach neuen Konzeptionen der Anwerbung von Investitionen und der Führung der Geldpolitik.
2015 besuchten 5703 Personen die Veranstaltung. Die Anzahl der Teilnehmer stieg im Jahr 2015 im Vergleich zum Jahr 2014 um 20 %, im Jahr 2014 waren es 4765 Gäste.

### 2016
Das Thema im Jahr 2016 war „Russland und die Welt: Zukunftsblick“. Die Veranstaltung fand vom 13. bis 15. Januar statt. Über 13.700 Gäste, 817 darunter waren Ausländer, besuchten die Veranstaltung (19 % mehr im Vergleich zum vorigen Jahr).
Zum 18. Januar wurden in den Medien über 10.000 Beiträge veröffentlicht. Unter den Teilnehmern des Forums waren folgende Vertreter der Regierung der Russischen Föderation und der Duma:
- Ministerpräsident der Russischen Föderation Dmitri Medwedew;
- Leiter der Russischen Präsidialverwaltung und des Kuratoriums der Russischen Akademie für Volkswirtschaft und Öffentlichen Dienst beim Präsidenten der Russischen Föderation Sergei Naryschkin;
- Erster Stellvertreter des Ministerpräsidenten in der Regierung der Russischen Föderation Igor Schuwalow;
- Vorsitzender des Duma-Ausschusses der Russischen Föderation für konstitutionelle Gesetzgebung und State Construction Wladimir Pligin;
- Vorsitzender des Duma-Ausschusses für Haushalt und Steuer Andrei Makarow;
- Finanzminister der Russischen Föderation Anton Germanowitsch Siluanow;
- Minister für wirtschaftliche Entwicklung der Russischen Föderation Alexei Uljukajew;
- Minister für Industrie und Handel Denis Manturow;
- Verkehrsminister der Russischen Föderation Maxim Sokolow;
- Minister für Energie der Russischen Föderation Alexander Nowak;
- Ministerin für Gesundheit der Russischen Föderation Weronika Skworzowa;
- Minister der Russischen Föderation Michail Abisow;
- Minister für Nordkaukasus-Angelegenheiten der Russischen Föderation Lew Kusnezow;
- Minister der Russischen Föderation für Entwicklung des Fernen Ostens Alexander Galuschka u. a.

Darüber hinaus nahmen an der Veranstaltung 18 Chefs der russischen Regionen teil. Es nahmen 37 Topmanager von ausländischen und russischen Konzernen teil. Es gab 79 Debatten und Rundgespräche, 622 Fachvorträge, die das gesamte Spektrum der Standpunkte bezüglich der sozialen und wirtschaftlichen Entwicklung des Landes umfassten. Traditionell nahmen zahlreiche ausländische Experten teil: 69 ausländische Professoren und 174 Diplomaten. Unter den Ehrengästen des Forums war der Präsident von Griechenland Prokopis Pavlopoulos. Der Rektor der Russischen Akademie für Volkswirtschaft und Öffentlichen Dienst beim Präsidenten der Russischen Föderation, Wladimir Mau, reichte ihm eine Urkunde des Professors honoris causa der Akademie für Staat und Recht. Das Überreichen erfolgte im Rahmen der Podiumsdiskussion „Die Rolle des Parlamentarismus in der Wirtschaft“, die der Leiter der Russischen Präsidialverwaltung, Sergei Naryschkin, moderierte.